# Nārīvarān
Nārīvarān (persiska: ناريوَرانِ غَربی, Nārīvarān-e Gharbī, ناريوران) är en ort i Iran.   Den ligger i provinsen Mazandaran, i den norra delen av landet, 130 km nordost om huvudstaden Teheran. Nārīvarān ligger 107 meter över havet och antalet invånare är 390.
Terrängen runt Nārīvarān är platt åt nordost, men åt sydväst är den kuperad. Terrängen runt Nārīvarān sluttar norrut.Runt Nārīvarān är det tätbefolkat, med 286 invånare per kvadratkilometer. Närmaste större samhälle är Shīr Savār, 12,2 km norr om Nārīvarān. Trakten runt Nārīvarān består till största delen av jordbruksmark.